# Адвокат
Адвока́т (від лат. advocates — прикликаний від лат. advoco — запрошую) — юрист, що надає професійну правову допомогу учасникам правовідносин.
Участь адвоката є обов'язковою при захисті особи від кримінального обвинувачення, а також в інших випадках, визначених законодавством відповідної держави.
Доступ до професії адвоката, його професійні права та обов'язки, етичні вимоги регулюються не тільки державою, але й самоврядними професійними об'єднаннями, яким гарантується свобода від зовнішнього втручання.

## В Україні
В Україні адвокат — фізична особа, яка здійснює адвокатську діяльність на підставах та в порядку, що передбачені Законом України «Про адвокатуру та адвокатську діяльність».
Адвокат є самозайнятою особою, що провадить незалежну професійну (адвокатську) діяльність, згідно зі ст. 14.1.226 Податкового кодексу України. Водночас, особа, яка здійснює адвокатську діяльність, має право обрати інші форми такої діяльності (бюро, об'єднання).

## Роль і завдання адвокатів згідно з міжнародним правом
Численні міжнародні договори утверджують принципи рівності перед Законом, презумпцію невинуватості, право на неупереджений і відкритий розгляд справи незалежним і справедливим судом, а також численні гарантії, необхідні для захисту особи, обвинуваченої у вчиненні караного діяння. На адвокатів покладається безпосереднє дотримання і реалізація цих гарантій.
Основні положення про роль адвокатів, прийняті Восьмим Конгресом ООН з попередження злочинів у серпні 1990 р. в Нью-Йорку, проголошують наступні принципи щодо адвокатів, а також щодо осіб, які здійснюють адвокатські функції без одержання формального статусу адвоката.
- Будь-яка людина в праві звернутися по допомогу до адвоката за своїм вибором для підтвердження своїх прав і захисту в усіх стадіях кримінальної процедури.
- Уряди повинні гарантувати ефективну процедуру і працюючий механізм для реального і рівного доступу до адвокатів усіх осіб, що проживають на його території і підлеглих його юрисдикції.
- Будь-яка особа, яка не має адвоката, у випадках, коли інтереси правосуддя вимагають цього, повинна бути забезпечена допомогою адвоката, котрий має відповідну компетенцію та досвід ведення таких справ, щоб забезпечити її ефективну допомогу без оплати з її боку, якщо у неї немає необхідних коштів.
- Уряди, професійні асоціації адвокатів та навчальні інститути мають забезпечити, щоб адвокати отримали відповідну освіту, підготовку і знання як ідеалів та етичних обов'язків адвокатів, так і прав людини та основних свобод, визнаних національним і міжнародним правом.
- Адвокати повинні постійно дбати про честь і гідність своєї професії як важливі учасники здійснення правосуддя.
- Там, де безпека адвокатів перебуває під загрозою у зв'язку з виконанням професійних обов'язків, вони мають бути адекватно захищені владою.
- Адвокати, як і інші громадяни, мають право на вільне висловлювання, віросповідання, об'єднання в асоціації та організації.
- Адвокатам має бути надано право формувати самоврядні асоціації для представництва їх інтересів, постійного навчання і перепідготовки та підтримання їх професійного рівня.[2]

## Призначення та основні завдання адвокатів
Згідно з Основними положеннями [Архівовано 9 березня 2016 у Wayback Machine.], обов'язки адвоката щодо клієнта мають включати: а) консультації клієнта про його права та обов'язки, з роз'ясненням принципів роботи правової системи, оскільки вони стосуються прав і обов'язків клієнта;
б) надання допомоги клієнту будь-яким законним способом та вчинення правових дій для захисту його інтересів;
в) надання клієнту допомоги в судах, трибуналах та адміністративних органах.
Надаючи допомогу клієнтам при здійсненні правосуддя, адвокати повинні додержувати прав людини й основних свобод, визнаних національним і міжнародним правом, діяти вільно і наполегливо, відповідно до закону і визнаних професійних стандартів та етичних норм.
Адвокат має бути лояльним до інтересів свого клієнта.
Відповідно до Закону України «Про адвокатуру та адвокатську діяльність» видами адвокатської діяльності є:
- надання правової інформації, консультацій і роз'яснень з правових питань, правовий супровід діяльності юридичних і фізичних осіб, органів державної влади, органів місцевого самоврядування, держави;
- складення заяв, скарг, процесуальних та інших документів правового характеру;
- захист прав, свобод і законних інтересів підозрюваного, обвинуваченого, підсудного, засудженого, виправданого, особи, стосовно якої передбачається застосування примусових заходів медичного чи виховного характеру, або вирішується питання про їх застосування у кримінальному провадженні, особи, стосовно якої розглядається питання про видачу іноземній державі (екстрадицію), а також особи, яка притягається до адміністративної відповідальності під час розгляду справи про адміністративне правопорушення;
- надання правової допомоги свідку у кримінальному провадженні;
- представництво інтересів потерпілого під час розгляду справи про адміністративне правопорушення, прав і обов'язків потерпілого, цивільного позивача, цивільного відповідача у кримінальному провадженні;
- представництво інтересів фізичних і юридичних осіб у судах під час здійснення цивільного, господарського, адміністративного та конституційного судочинства, а також в інших державних органах, перед фізичними та юридичними особами;
- представництво інтересів фізичних і юридичних осіб, держави, органів державної влади, органів місцевого самоврядування в іноземних, міжнародних судових органах;
- надання правової допомоги під час виконання та відбування кримінальних покарань.

Адвокат може здійснювати інші види адвокатської діяльності, не заборонені законом.

## Статус адвокатів в Україні

### Хто може і хто не може бути адвокатом
Адвокатом може бути фізична особа, яка має повну вищу юридичну освіту, володіє державною мовою, має стаж роботи в галузі права не менше двох років, склала кваліфікаційний іспит, пройшла стажування (крім випадків, встановлених цим Законом), склала присягу адвоката України та отримала свідоцтво про право на заняття адвокатською діяльністю.
Не може бути адвокатом особа, яка:
- має непогашену чи незняту в установленому законом порядку судимість за вчинення тяжкого, особливо тяжкого злочину, а також злочину середньої тяжкості, за який призначено покарання у виді позбавлення волі;
- визнана судом недієздатною чи обмежено дієздатною;
- позбавлена права на заняття адвокатською діяльністю, — протягом двох років з дня прийняття рішення про припинення права на заняття адвокатською діяльністю;
- звільнена з посади судді, прокурора, слідчого, нотаріуса, з державної служби або служби в органах місцевого самоврядування за порушення присяги, вчинення корупційного правопорушення, — протягом трьох років з дня такого звільнення.

Несумісною з діяльністю адвоката є:
- робота на посадах осіб, зазначених у пункті 1 частини першої статті 4 Закону України «Про засади запобігання і протидії корупції» [Архівовано 10 липня 2012 у Wayback Machine.][4];

- військова або альтернативна (невійськова) служба;
- нотаріальна діяльність;
- судово-експертна діяльність[5].

### Форми адвокатської діяльності
Здійснення адвокатської діяльності індивідуально
Адвокат, який здійснює адвокатську діяльність індивідуально, є самозайнятою особою.
Адвокат, який здійснює адвокатську діяльність індивідуально, може відкривати рахунки в банках, мати печатку, штампи, фірмові бланки (у тому числі ордера).
Адвокатське бюро.
Адвокатське бюро є юридичною особою, створеною одним адвокатом, і діє на підставі статуту. Найменування адвокатського бюро повинно включати прізвище адвоката, який його створив.
Адвокатське бюро має самостійний баланс, може відкривати рахунки у банках, мати печатку, штампи і фірмові бланки із своїм найменуванням.
Адвокатське бюро може залучати до виконання укладених договорів про надання правової допомоги інших адвокатів на договірних засадах.
Адвокатське об'єднання
Адвокатське об'єднання є юридичною особою, створеною шляхом об'єднання двох або більше адвокатів (учасників), і діє на підставі статуту.
Адвокатське об'єднання має самостійний баланс, може відкривати рахунки у банках, мати печатку, штампи і фірмові бланки із своїм найменуванням.
Адвокатське об'єднання може залучати до виконання укладених об'єднанням договорів про надання правової допомоги інших адвокатів на договірних засадах. Адвокатське об'єднання зобов'язане забезпечити дотримання професійних прав адвокатів та гарантій адвокатської діяльності.
Адвокати мають право створювати в установленому законом порядку місцеві, всеукраїнські і міжнародні об'єднання.
Адвокати, їх об'єднання можуть бути членами міжнародних організацій адвокатів та юристів.

### Професійні права та обов'язки адвоката
Під час здійснення адвокатської діяльності адвокат має право вчиняти будь-які дії, не заборонені законом, правилами адвокатської етики [Архівовано 3 квітня 2013 у Wayback Machine.] та договором про надання правової допомоги, необхідні для належного виконання договору про надання правової допомоги, зокрема:
- звертатися з адвокатськими запитами, у тому числі щодо отримання копій документів, до органів державної влади, органів місцевого самоврядування, їх посадових і службових осіб, підприємств, установ, організацій, громадських об'єднань, а також до фізичних осіб (за згодою таких фізичних осіб);
- представляти і захищати права, свободи та інтереси фізичних осіб, права та інтереси юридичних осіб у суді, органах державної влади та органах місцевого самоврядування, на підприємствах, в установах, організаціях незалежно від форми власності, громадських об'єднаннях, перед громадянами, посадовими і службовими особами, до повноважень яких належить вирішення відповідних питань в Україні та за її межами;
- ознайомлюватися на підприємствах, в установах і організаціях з необхідними для адвокатської діяльності документами та матеріалами, крім тих, що містять інформацію з обмеженим доступом;
- складати заяви, скарги, клопотання, інші правові документи та подавати їх у встановленому законом порядку;
- доповідати клопотання та скарги на прийомі в посадових і службових осіб та відповідно до закону одержувати від них письмові мотивовані відповіді на ці клопотання і скарги;
- бути присутнім під час розгляду своїх клопотань і скарг на засіданнях колегіальних органів та давати пояснення щодо суті клопотань і скарг;
- збирати відомості про факти, що можуть бути використані як докази, в установленому законом порядку запитувати, отримувати і вилучати речі, документи, їх копії, ознайомлюватися з ними та опитувати осіб за їх згодою;
- застосовувати технічні засоби, у тому числі для копіювання матеріалів справи, в якій адвокат здійснює захист, представництво або надає інші види правової допомоги, фіксувати процесуальні дії, в яких він бере участь, а також хід судового засідання в порядку, передбаченому законом;
- посвідчувати копії документів у справах, які він веде, крім випадків, якщо законом установлено інший обов'язковий спосіб посвідчення копій документів;
- одержувати письмові висновки фахівців, експертів з питань, що потребують спеціальних знань;
- користуватися іншими правами, передбаченими цим Законом та іншими законами.

Під час здійснення адвокатської діяльності адвокат зобов'язаний:
- дотримуватися присяги адвоката України та правил адвокатської етики;
- на вимогу клієнта надати звіт про виконання договору про надання правової допомоги;
- невідкладно повідомляти клієнта про виникнення конфлікту інтересів;
- підвищувати свій професійний рівень;
- виконувати рішення органів адвокатського самоврядування;
- виконувати інші обов'язки, передбачені законодавством та договором про надання правової допомоги.

Адвокату забороняється:
- використовувати свої права всупереч правам, свободам та законним інтересам клієнта;
- без згоди клієнта розголошувати відомості, що становлять адвокатську таємницю, використовувати їх у своїх інтересах або інтересах третіх осіб;
- займати у справі позицію всупереч волі клієнта, крім випадків, якщо адвокат впевнений у самообмові клієнта;
- відмовлятися від надання правової допомоги, крім випадків, установлених законом[8].

### Гарантії адвокатської діяльності
Гарантії адвокатської діяльності — це засоби охорони прав адвокатів від їх порушення. Професійні права, честь і гідність адвоката гарантуються та охороняються Конституцією України, Законом України «Про адвокатуру та адвокатську діяльність», Кримінальним кодексом України (ст. 397—400) та іншими законами, зокрема забороняються будь-які втручання і перешкоди здійсненню адвокатської діяльності, забороняється вимагати розкриття адвокатської таємниці, забороняється втручання у приватне спілкування адвоката з клієнтом, забороняється втручання у правову позицію адвоката, забороняється ототожнення адвоката з клієнтом тощо.

### Адвокатська таємниця
Адвокатська таємниця — будь-яка інформація, що стала відома адвокату, помічнику адвоката, стажисту адвоката, особі, яка перебуває у трудових відносинах з адвокатом, про клієнта, а також питання, з яких клієнт (особа, якій відмовлено в укладенні договору про надання правової допомоги з передбачених Законом підстав) звертався до адвоката, адвокатського бюро, адвокатського об'єднання, зміст порад, консультацій, роз'яснень адвоката, складені ним документи, інформація, що зберігається на електронних носіях, та інші документи і відомості, одержані адвокатом під час здійснення адвокатської діяльності.

### Адвокатський запит
Адвокатський запит — письмове звернення адвоката до органу державної влади, органу місцевого самоврядування, їх посадових та службових осіб, підприємств, установ і організацій незалежно від форми власності та підпорядкування, громадських об'єднань про надання інформації, копій документів, необхідних адвокату для надання правової допомоги клієнту.

### Адвокатська етика
Адвока́тська е́тика (етика адвоката) — приписувана корпоративними правилами належна поведінка адвоката у тих випадках, коли правові норми не встановлюють для нього конкретних правил поведінки.
Адвокатська етика — складова частина юридичної етики.

### Дисциплінарна відповідальність адвокатів
Адвоката може бути притягнуто до дисциплінарної відповідальності у порядку дисциплінарного провадження. Дисциплінарне провадження — процедура розгляду письмової скарги, яка містить відомості про наявність у діях адвоката ознак дисциплінарного проступку. Дисциплінарне провадження стосовно адвоката здійснюється кваліфікаційно-дисциплінарною комісією адвокатури за адресою робочого місця адвоката.
Підставою для притягнення адвоката до дисциплінарної відповідальності є вчинення ним дисциплінарного проступку.
Дисциплінарним проступком адвоката є:
- порушення вимог несумісності;
- порушення присяги адвоката України;
- порушення правил адвокатської етики [Архівовано 3 квітня 2013 у Wayback Machine.];
- розголошення адвокатської таємниці або вчинення дій, що призвели до її розголошення;
- невиконання або неналежне виконання своїх професійних обов'язків;
- невиконання рішень органів адвокатського самоврядування;
- порушення інших обов'язків адвоката, передбачених законом.

Не є підставою для притягнення адвоката до дисциплінарної відповідальності винесення судом або іншим органом рішення не на користь його клієнта.
За вчинення дисциплінарного проступку до адвоката може бути застосовано одне з таких дисциплінарних стягнень:
- попередження;
- зупинення права на заняття адвокатською діяльністю на строк до одного року;
- позбавлення права на заняття адвокатською діяльністю[12].

## Єдиний реєстр адвокатів України
Рада адвокатів України забезпечує ведення Єдиного реєстру адвокатів України з метою збирання, зберігання, обліку та надання достовірної інформації про чисельність і персональний склад адвокатів, про обрані адвокатами організаційні форми адвокатської діяльності. Внесення відомостей до Єдиного реєстру адвокатів України здійснюється радами адвокатів регіонів та Радою адвокатів України.
Інформація, внесена до Єдиного реєстру адвокатів України, є відкритою на офіційному вебсайті Національної асоціації адвокатів України. Рада адвокатів України і відповідні ради адвокатів регіонів надають витяги з Єдиного реєстру адвокатів України за зверненням адвоката або іншої особи.
Положення про Єдиний реєстр адвокатів України [Архівовано 28 серпня 2013 у Wayback Machine.] затверджене Вищою кваліфікаційною комісією адвокатури 10 березня 2000 року.

## Фемінітив
Питання про впровадження фемінітиву виникло під впливом тенденцій широкого використання іменників на позначення осіб жіночої статі для боротьби з сексистськими уявленнями. У 2010 році за підтримки Фонду імені Фрідріха Еберта було видано посібник для журналістів-практиків, який пропонував використання двох варіантів фемінітиву: «адвокатка» та «адвокатеса». На момент прийняття нового правопису 2019 не було загальноприйнятого способу утворення фемінітиву від слова «адвокат». Слово «адвокатеса» не є узусом, але зазначене в словниках з позначкою розмовне. Суфікс -ес- рідковживаний, але «часто паралельно з ним може вживатися й інша форма фемінітиву: адвокатка — адвокатеса». Іменник «адвокатка», утоверний суфіксом -к-, з'явився «на потребу часу як відображення змін у традиційному розподілі гендених ролей». Вживання цього слова в окремих публікаціях засвідчує також іронічне сприйняття такої назви. Проте суфікс -к- не рівний за змістовим наповненням до російського -ш- та «не додає фемінітиву зневажливого значення, а лише позначає стать». Втім, як слово, нове за походженням, його згадує, наприклад, словник поліських говорів ще 1974 року. Можливість утворення цієї форми існувала, але вживання не було унормованим. Станом на 2012 рік назва «адвокатка» вживалася в гуцульському діалекті, але належала до розмовного мовлення, тому її не вводили до лексикографічних праць. Назва також збережена в мові діаспори. «На відміну від ділових документів, у живій мовній практиці ще в радянські часи активно вживали» фемінітив «адвокатка».
За результатами дослідження рішень Єдиного державного реєстру судових рішень, яке Громадська організація «Фундація Деюре» провела в 2019 році, судді не застосовували фемінітиву «адвокатка», крім одного випадку, імовірно обумовленого запозиченням з чеської мови, де вживається жіноча форма. В офіційно-діловому стилі, на відміну від художнього, публіцистичного та розмовного мовлення, «підкреслюється не стать людини, а її службове чи суспільне становище». Офіційно-діловий стиль законів і судових рішень вимагає послуговуватися однозначними одиницями. Для уникнення різночитань віддають перевагу вживаному в судовому провадженні іменнику чоловічого роду «адвокат», а використання інших форм не допускають. Формі жіночого роду «адвокатка» надають перевагу в художньому, публіцистичному та розмовному стилях. Вона не належить до кодифікованих стилістично нейтральних фемінітивів, які за бажанням автора можна вживати в текстах судово-процесуальних документів. Однак під впливом «моди» новостворені фемінітиви масово проникають у науковий і офіційно-діловий стилі. Набуває поширення в українському діловому мовленні й іменник-фемінітив «адвокатка».